# Bathythrix thomsoni
Bathythrix thomsoni là một loài tò vò trong họ Ichneumonidae.